# Оперная реформа Глюка
Оперная реформа Глюка — радикальное переосмысление оперного жанра, инициированное в XVIII веке немецким композитором Кристофом Виллибальдом Глюком при участии драматурга-либреттиста Раньери де Кальцабиджи. Целью реформы было преодоление традиционной для opera seria структуры, заключающейся в последовательном чередовании арий da capo (с повторением и оркестровым аккомпанементом) и сухих речитативов, сопровождаемых клавесином.
Дореформенные оперы Глюка были написаны в традиционной форме opera seria, в том числе на либретто главного драматурга жанра — Пьетро Метастазио.
Выделяют два реформаторских этапа деятельности Глюка:
1. Венский реформаторский, с 1762 по 1770 годы. В этот период созданы три реформаторских оперы — «Орфей и Эвридика» (1762), «Альцеста» (1767) и «Парис и Елена» (1770), все на либретто Раньери де Кальцабиджи. Помимо них были написаны некоторые другие оперы, не имеющие прямого отношения к реформе. Не найдя должной поддержки у венской публики, Глюк отправляется в Париж.
2. Парижский реформаторский, c 1773 (переезд в Париж) по 1779 годы (возвращение в Вену). Местом проведения реформы и внедрения её результатов был избран Париж, уже переживший войну буффонов и готовый к новым веяниям в области оперного театра. Глюк пишет и ставит в Королевской академии музыки новые реформаторские оперы «Ифигения в Авлиде»[en] (1774), «Армида» (1777), «Ифигения в Тавриде»[en] (1779), «Эхо и Нарцисс» (1779), а также новые редакции «Орфея» и «Альцесты», сообразующиеся с традициями французского театра.[источник не указан 336 дней]

Оперная реформа вызвала массу споров, высказываний, бурное обсуждение (особенно в Париже) и спровоцировала так называемую войну глюкистов и пиччинистов.

## Теоретические принципы оперной реформы
Изложены в предисловии к опере «Альцеста».
1. Опера — искусство, проникнутое идеями. Так, например, в опере «Ифигения в Авлиде» личное принесено в жертву общественному. В «Альцесте» совершена жертва во имя любимой, в опере «Орфей» — подвиг во имя любви.
2. Эффектные приёмы должны быть принесены в жертву простоте, правдивости, естественности.
3. Либретто оперы должно быть относительно простым, ясным, с последовательно развивающимся сюжетом (что соответствовало классицистическому принципу «единства действия»)
4. Музыка должна быть в единстве с драматическим действием («Музыка должна быть служанкой драмы»). Композитор должен отказаться от красивых номеров, если они не имеют отношения к драме.
5. Ария не должна быть концертным номером. Она органически включается в действие и раскрывает душевное состояние героев в их динамике. Следует отказаться от арий da capo (в пользу свободных форм, формы рондо и т. п.). Мелодическое начало в ариях должно гибко сочетаться с речевым. Мелодические украшения из арий исключаются.
6. Напротив, речитативы должны быть не сухими связками между ариями, но их логическим продолжением. Опираясь на традиции аккомпанированного речитатива, Глюк создаёт мелодизированный речитатив, сближая его с арией.
7. Балетные сцены не должны быть вставными номерами, они логически связываются с действием.
8. Хор должен быть активным участником действия.
9. Арии, речитативы, хоры и балетные номера должны объединяться в последовательно развивающиеся сцены.
10. Увертюра должна не просто развлекать публику перед представлением, но настраивать её на события оперы, обобщать её основную идею[источник не указан 336 дней].

## Влияние оперной реформы Глюка
Открытия Глюка взяли на вооружение его ученик и поклонник Антонио Сальери (опера «Данаиды» и др.), Андре Эрнест Гретри, Жан-Франсуа Лесюёр, Этьенн Мегюль, Гаспаре Спонтини, Луиджи Керубини и другие композиторы, преимущественно работавшие во Франции. Вольфганг Амадей Моцарт, в целом, не принявший оперную реформу Глюка, использует некоторые её принципы в опере «Дон Жуан».
В первой половине XIX века принципам оперной реформы Глюка последовательно следовал Гектор Берлиоз. Среди других композиторов, в той или иной степени следовавших открытиям Глюка (в том числе воспринимая их опосредованно) — Карл Мария фон Вебер, Михаил Глинка, Джузеппе Верди и т. п.
В середине XIX века новые оперные реформы (оперная реформа Вагнера, оперная реформа Мусоргского) углубили и переосмыслили традиции, заложенные Глюком.